# Rhinocypha seducta
Rhinocypha seducta – gatunek ważki z rodziny Chlorocyphidae.